# Finkensteinwald
Der Finkensteinwald ist eine dicht bewaldete Erhebung im Naturraum Selb-Wunsiedler Hochfläche nördlich des Kirchdorfes Bernstein, Ortsteil der Stadt Wunsiedel im Landkreis Wunsiedel im Fichtelgebirge. 
Der Bergzug besteht aus mehreren Erhebungen: Mallerberg (631 m), Grießberg (675 m) und Finkenstein (650 m). 
Der Finkenstein ist die sehenswertere Felsengruppe mit Felswand und Felshalde. Im Waldgebiet treffen die Gemeindegrenzen von Wunsiedel, Röslau und Höchstädt zusammen.

## Naturschutz
Der Finkenstein ist ein geschütztes Naturdenkmal. Die Felsgruppe wird von leicht gefälteltem Glimmerschiefer aufgebaut, der im Porphyrgranit eingelagert ist.

## Touristische Erschließung
Durch den Finkensteinwald verläuft der blau-weiß markierte Wanderweg des Fichtelgebirgsvereins von Stemmasgrün nach Oberwoltersgrün. Auf der gleichen Wegführung verläuft der Porzellanwanderweg.

## Karten
- Digitale Ortskarte 1:10.000 Bayern-Nord des Landesamtes für Vermessung und Geoinformation Bayern 2007
- Fritsch Wanderkarte 1:50.000 Naturpark Fichtelgebirge, 17. Auflage